# Allograpta imitator
Allograpta imitator är en tvåvingeart som först beskrevs av Charles Howard Curran 1925.  Allograpta imitator ingår i släktet Allograpta och familjen blomflugor. Inga underarter finns listade i Catalogue of Life.